# Миловиды (Брестская область)

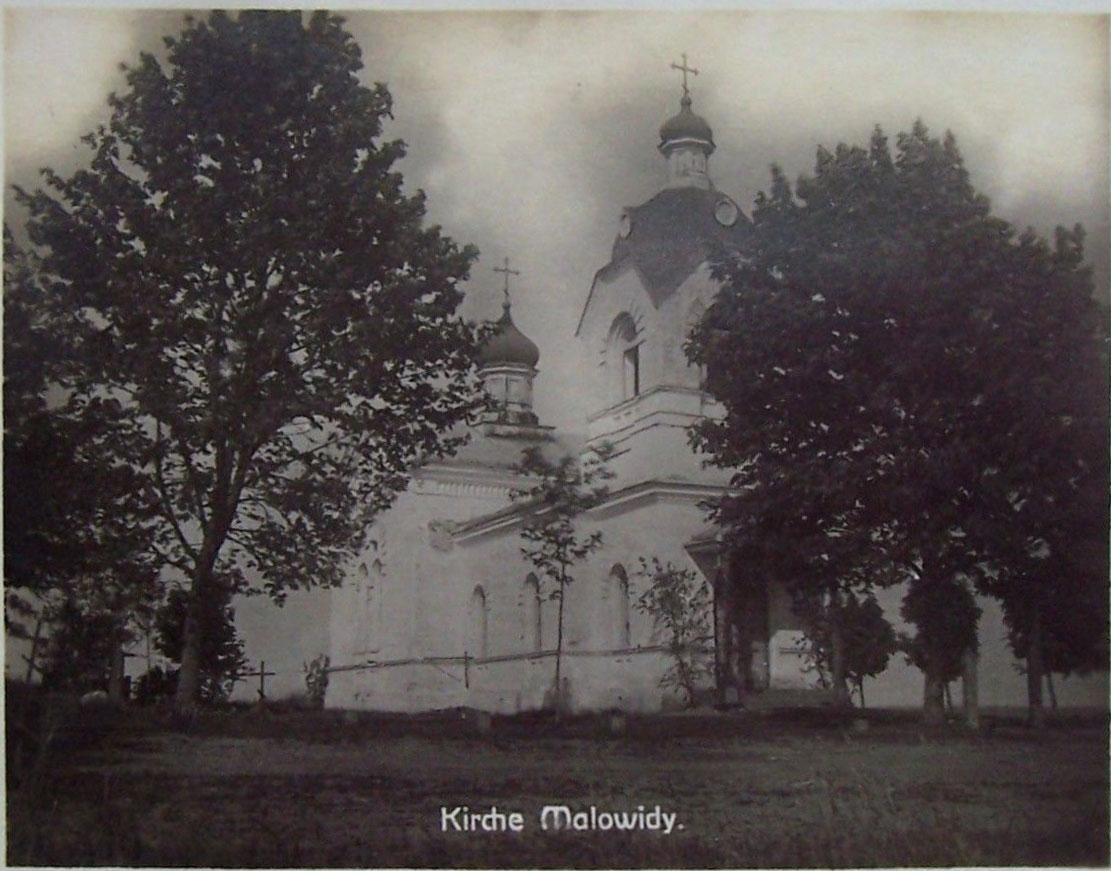
Церковь на фото 1915 года

Милови́ды (бел. Мілавіды) — агрогородок в Барановичском районе Брестской области Беларуси, центр Миловидского сельсовета. Население — 487 человек (2019).

## География
Миловиды находятся в 30 км к юго-западу от центра города Барановичи на границе с Ляховичским районом. Местность принадлежит к бассейну Немана, через село протекает небольшая речка Молотовка, впадающая в реку Мышанка (приток Щары). Через агрогородок проходит шоссе Р43, ещё одна дорога ведёт из Миловид в село Лесная. В Лесном находится и ближайшая ж/д станция (линия Минск — Барановичи — Брест).
К северу от агрогородка находится устье реки Новосадка и ручья Михатовка.

## История
Поселение впервые упомянуто в 1518 году. С 1712 года во владении Бытенского монастыря. С конца XVIII века в составе Российской империи, в Слонимском уезде Гродненской губернии.
В 1843 году построена почтовая станция, которая включала станционный дом, каретный и сарай (здание сохранилось). В 1861 году открыто народное училище.
Миловиды были одним из центров повстанческого движения во время восстания 1863 года. В мае 1863 года недалеко от деревни был организован повстанческий лагерь, где объединили свои силы несколько отрядов, командование объединенными силами осуществлял Александр Ленкевич. Миловидский лагерь посещал Константин Калиновский. 22 мая рядом с деревней состоялся бой под Миловидами между повстанцами и российскими частями, который закончился тактической победой повстанцев. В 1870 году построена православная церковь Сергия Радонежского.
В начале XX века в селе работала лесопильная фабрика. В 1913 году российские власти установили на месте Миловидской битвы православный каменный крест в память о павших солдатах.
Согласно Рижскому мирному договору (1921) Миловиды вошли в состав межвоенной Польши, принадлежали Слонимскому повету Новогрудского воеводства. В 1933 году польское правительство возвело на месте Миловидской битвы католическую часовню в стиле неоклассицизма напротив православного креста. В 1988 году рядом с часовней поставлен мемориальный знак.
С 1939 года деревня в составе БССР. С 1940 года — центр сельсовета.

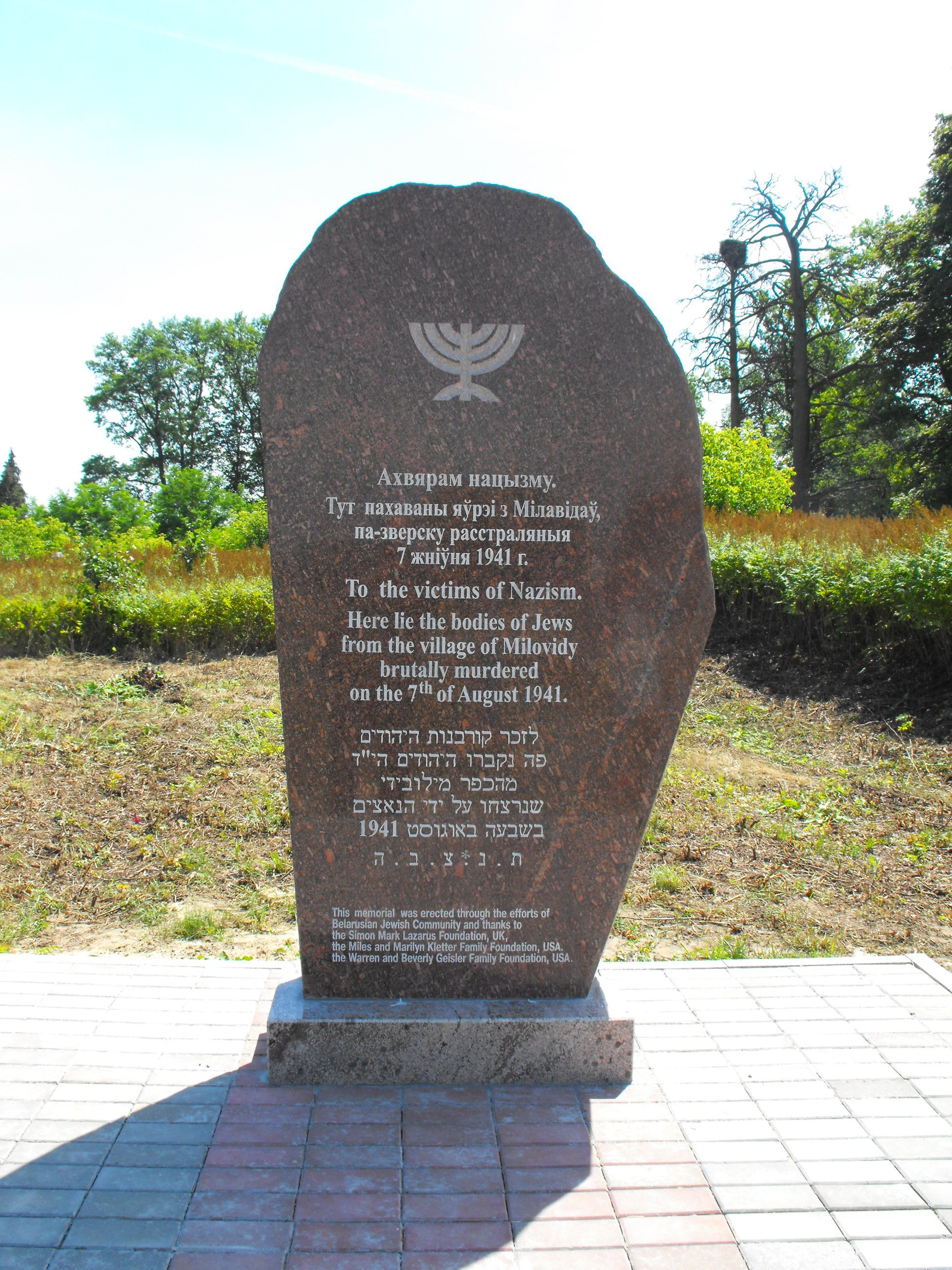
Памятник жертвам Холокоста

В Великую Отечественную войну с конца июня 1941 года до июля 1944 года оккупированы немецко-фашистскими захватчиками. Было убито 83 жителя, в том числе всё еврейское население деревни и разрушено 186 домов. На фронтах войны погибли 70 сельчан.
В 1972 году к Миловидам присоединена деревня Скорынки. В 1998 году здесь было 864 дворов и 1016 жителей.

## Население
| Численность населения (по переписи) | Численность населения (по переписи) | Численность населения (по переписи) | Численность населения (по переписи) | Численность населения (по переписи) | Численность населения (по переписи) |
| 1921                                | 1939                                | 1959                                | 1999                                | 2009                                | 2019                                |
| ----------------------------------- | ----------------------------------- | ----------------------------------- | ----------------------------------- | ----------------------------------- | ----------------------------------- |
| 301                                 | ↗675                                | ↗695                                | ↗860                                | ↘712                                | ↘487                                |

## Инфраструктура
- Отделение почтовой связи — улица Дзержинского, 87[1].
- Средняя школа — улица Олега Кошевого, 10[1].
- Детский сад — улица Олега Кошевого, 6[1].
- Амбулатория —  улица Олега Кошевого, 3[1].
- Дом культуры —  улица Олега Кошевого, 9[1].
- Баня —  улица Олега Кошевого, 16[1].

## Достопримечательности
- Мемориальный комплекс в память о бое под Миловидами —  Историко-культурная ценность Республики Беларусь, шифр 112Д000746. Находится в 1,5 км от агрогородка, 5 км на запад от центра агрогородка Миловиды, близ деревни Колпаки, на Брестском шоссе. Состоит из трёх элементов: мемориальный крест российским солдатам (1913 год), мемориальная часовня (1933 год) и мемориальный камень в честь 125-летия боя (1988 год).
- Братская могила советских воинов и партизан. Похоронены 89 воинов и партизан (все известны), погибших в боях с немецкими войсками в 1941—1944 годах. В 1956 году установлен обелиск (в 1988 году заменён).
- Памятник землякам. Для увековечения памяти 69 земляков, погибших в годы Великой Отечественной войны. В 1975 году установлен обелиск[11].
- Православная церковь св. Сергия Радонежского (1870 год).
- Почтовая станция (1843 год). Построена по «образцовому» проекту 1843 года из кирпича.
- Обелиск памяти жертв Холокоста.